# Ingénieur de l'agriculture et de l'environnement
Pour les articles homonymes, voir IAE (homonymie).
En France, le corps des ingénieurs de l'agriculture et de l'environnement (IAE) est un corps technique d'encadrement supérieur de la haute fonction publique d’État à vocation interministérielle. Il comprend 4027 agents en 2016.

## Historique
Le statut des IAE a été créé en 2006. Il est issu de la fusion des trois corps d'ingénieurs des travaux du ministère de l'Agriculture : ITA (ingénieurs des travaux agricoles), ITEF (ingénieurs des travaux des eaux et forêts), et ITR (ingénieurs des travaux ruraux).

## Formation
La formation initiale des ingénieurs de l'agriculture se fait à l'Institut Agro Dijon (anciennement Agrosup Dijon) ou à l'École Nationale du Génie de l'Eau et de l'Environnement de Strasbourg (ENGEES) pour une durée de trois ans. Les deux formations Ingénieur en agronomie et Ingénieur Systèmes Agricoles et Agroalimentaires Durables au Sud (spécialité agronomie et agroalimentaire) se font sur 3 ans à l'Institut Agro Montpellier (anciennement Montpellier SupAgro).
Les cursus de formation en ingénierie agronome ou agroalimentaire s'appuient sur une base solide en sciences de la vie et de l'environnement, englobant les disciplines biologiques, géologiques, écologiques, ainsi que les outils mathématiques, physiques et chimiques. Cette fondation de connaissances est posée dès le niveau lycée.
Concernant l'Institut Agro Dijon, la formation des élèves fonctionnaires compte quelque 30 élèves chaque année, sur une promotion d'une centaine d'élèves agronomes civils et fonctionnaires confondus. Durant la première année, ils suivent une formation générale d'ingénieur agronome, avec les élèves civils. La seconde année peut s'effectuer également à Dijon, mais depuis 2016, une formation d'IAE forestiers à Nancy a été ouverte (environ 10 postes par an), il est donc possible d'effectuer les 2 dernières années de formations à AgroParisTech à Nancy, celle-ci est spécifique aux ingénieurs fonctionnaires. Comme les ingénieurs civils, les élèves peuvent demander d'effectuer leur troisième année dans une autre école que l'Institut Agro Dijon, dans la limite des exeats autorisés par le ministère.
L'élève ingénieur est rémunéré durant toute sa scolarité, selon la grille indiciaire fixée par le ministère. Il bénéficie tout de même au sein de l'école et des infrastructures du statut étudiant.

## Emploi
À la sortie de l'école et dès l'obtention de leur diplôme d'ingénieurs, les élèves entrent dans le corps des ingénieurs de l'agriculture et de l'environnement (IAE) du ministère de l'Agriculture, classé dans la catégorie A de la fonction publique de l'État.
Les IAE sont chargés de fonctions d’encadrement, d’ingénierie et d’expertise. Ils participent à la mise en œuvre des politiques dans les domaines suivants :
- La mise en valeur agricole, forestière, halieutique et agro-industrielle ;
- La gestion et la préservation des espaces, des ressources et des milieux naturels ;
- L’aménagement, le développement et l’équipement des territoires ainsi que leur protection contre les risques naturels ;
- La qualité et la sécurité sanitaires dans la chaîne alimentaire.

Ils peuvent être chargés, dans ces domaines, de fonctions de formation, d'encadrement, de recherche et de développement.
Ils exercent principalement leurs fonctions au ministère de l’agriculture ou au ministère de l’environnement, dans les établissements publics de l’État qui en dépendent ou dans les établissements publics d’enseignement agricole (DRAAF, DDT, EPLEFPA).
Ils portent l'uniforme lorsqu'ils sont affectés à l'ONF ou à l'OFB.

## Textes officiels
- Décret no 2006-8 du 4 janvier 2006 relatif au statut particulier du corps des ingénieurs de l'agriculture et de l'environnement
- Arrêté du 4 janvier 2007  fixant la liste des écoles nationales d'ingénieurs formant les ingénieurs de l'agriculture et de l'environnement
- Arrêté du 16 janvier 2008 relatif à l'uniforme et aux insignes de grades des ingénieurs de l'agriculture et de l'environnement